# Kościół i klasztor św. Małgorzaty w Bormli
Kościół i klasztor świętej Małgorzaty (malt. Il-knisja u monasteru ta’ Santa Margerita, ang. St. Margaret's Church and Monastery) – rzymskokatolicki kościół wraz z klasztorem karmelitanek bosych, znajdujący się przy Triq Santa Margerita naprzeciw Misraħ Bormla w Bormli (Cospicui) na Malcie. Kościół jest częścią parafii Niepokalanego Poczęcia Najświętszej Maryi Panny w tejże miejscowości

## Historia
Pierwszy kościół św. Małgorzaty istniał na tym terenie prawdopodobnie przed 1622. Został on rozebrany w 1714 w związku z kontynuacją budowy Santa Margherita Lines. Zakon Maltański przekazał jako rekompenstę 400 scudi oraz ziemię pod budowę nowego kościoła.

Budowę kościoła na nowym miejscu rozpoczął w lipcu 1719 ostatni opiekun starej świątyni ks. Pietru Pawl Parnis. Budowę ukończono w roku następnym.
Budynek klasztoru zbudowany został w latach 1726–1730, zaś zakon karmelitanek bosych (pierwotnie od 1726 "Konserwatorium Jezusa i Maryi") założył w nim w 1731 ks. Pietro Salba wraz ks. Antonem Barbarą. We wrześniu 1739 siostry stały się zakonnicami klauzurowymi, jakimi są do dzisiaj. Budynek klasztorny jest największym tego typu na Malcie. 
27 września 1737 ks. Ġwann Battista Chrispo, proboszcz parafii w Bormli przekazał kościół zakonnicom, zaś konsekrował go 28 października 1787 biskup Vincenzo Labini. Jest to jedyny kościół na Malcie należący do tego zakonu.

## Architektura

### Wygląd zewnętrzny

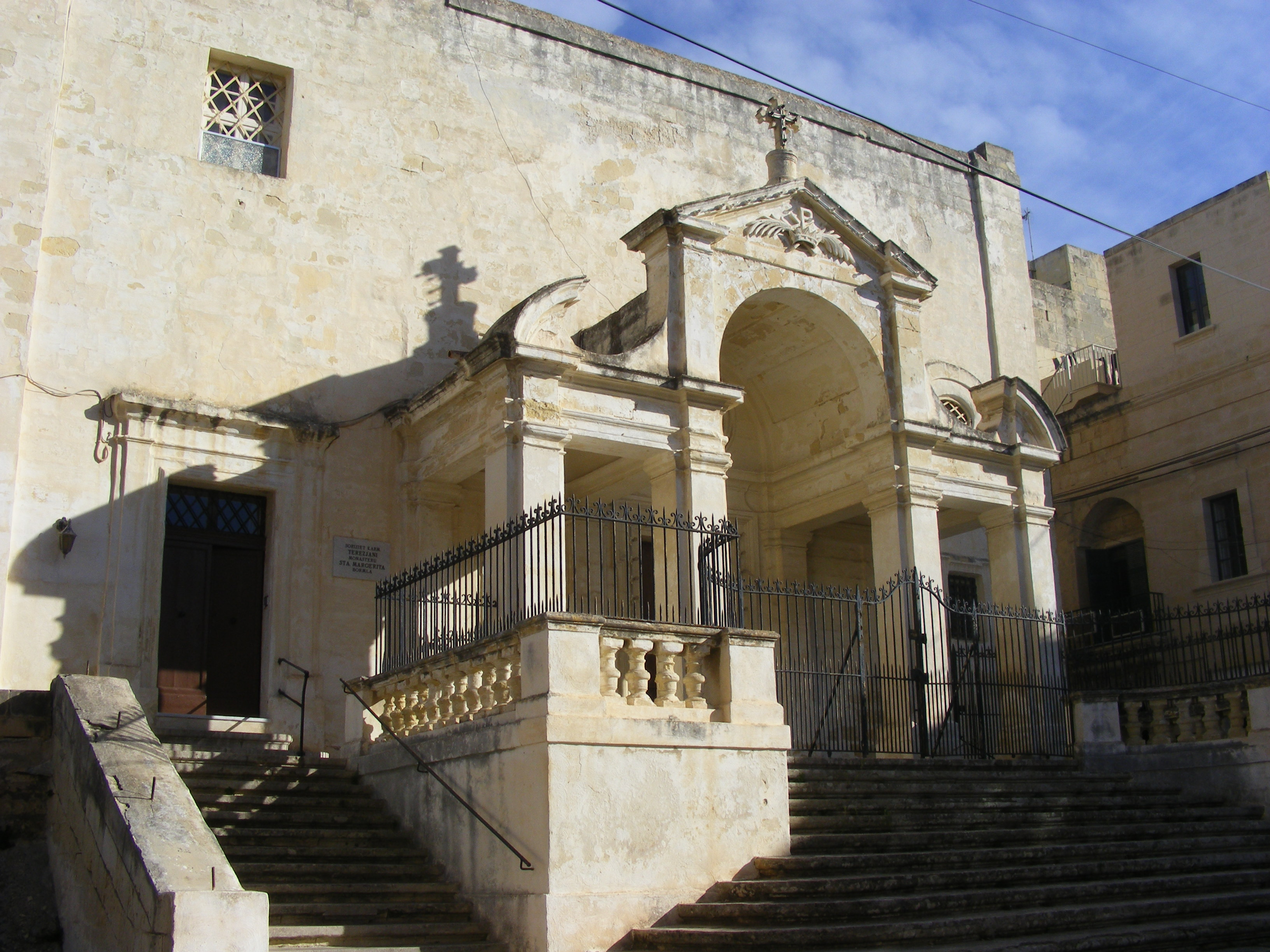
Fasada kościoła z portykiem

Kościół Santa Margerita ma dużą prostą fasadę, a wspaniały barokowy portyk przed nią sprawia, że staje się ona imponującą. Do drzwi kościoła prowadzi kilkanaście stopni w górę. Portyk, dobudowany już po wybudowaniu kościoła, jest bardzo podobny do tego z kościoła św. Katarzyny z Włoch w Valletcie. Na tympanonie frontonu litery XP (monogram oznaczający Jezusa Chrystusa) oraz korona z dwiema gałązkami palmowymi.

Po lewej stronie w głębi znajduje się dzwonnica, która została zbudowana w 1856. 

### Wnętrze
Nowy kościół miał mieć troje drzwi – główne i dwoje bocznych. Kiedy przeszedł w ręce zakonnic, dokonano pewnych zmian, aby odpowiadał ich potrzebom. Wnętrze jest słusznych rozmiarów, proste, nakryte sklepieniem kolebkowym z poprzecznymi łukami, podłogę pokrywają marmurowe płytki.
Wewnątrz kościoła są trzy ołtarze.

Nad marmurowym ołtarzem głównym, w apsydzie zwieńczonej półkopułą, znajduje się obraz tytularny z 1758 pędzla Francesco Zahry Virgin and Child with St. Margaret and Other Saints (Dziewica i Dzieciątko ze św. Małgorzatą i innymi świętymi). Na obrazie przedstawiona jest Matka Boża z góry Karmel, ze św. Teresą Wielką i św. Janem od Krzyża po lewej, oraz św. Małgorzatą po prawej stronie. Po prawej stronie obrazu tytularnego znajduje się obraz Święty Franciszek de Paola, a po lewej obraz Święty Józef. Są one również dziełami Francesco Zahry. W dolnej części każdego z wymienionych dzieł namalowany jest herb biskupa Paula Alphérana de Bussan, który opłacił i bezpośrednio kierował upiększaniem kościoła. Pod obrazami flankującymi znajdują się niewielkie okrągłe prace przedstawiające, odpowiednio, św. Elżbietę od Trójcy Świętej oraz św. Marii od Jezusa Ukrzyżowanego, które są dziełem ks. Martina Borga OCD.

Dwa ołtarze boczne poświęcone są, odpowiednio, po lewej św. Franciszkowi Ksaweremu, z owalnym obrazem przedstawiającym świętego, nieznanego autora, a przypisywanym Enrico Regnaud, oraz po prawej Niepokalanemu Poczęciu z obrazem typu Immaculata wykonanym przez Francesco Zahrę.
Nad wejściem umieszczone są dwie galerie, wyższa z gęstą drewnianą kratą, za którą modlą się zakonnice, druga, niżej położona, służy siostrom do muzyki i śpiewu podczas ważnych świąt.
Na środku kościoła w posadzce umieszczona jest marmurowa płyta nagrobna ks. Antona Barbary, ufundowana w 1766 przez jego brata.    

## Ochrona dziedzictwa kulturowego
27 sierpnia 2012 obiekt wpisany został na listę National Inventory of the Cultural Property of the Maltese Islands pod numerem 00677.
W roku 2000 kościół został generalnie odrestaurowany.